# Этнографические группы абхазов
Этнографические группы абхазов  — этносы абхазского народа.

## Классификация
Абхазские этносы и их историческая территория проживания в Абхазии:
- Садзы — ранее, от реки Хоста до реки Бзып. Подгруппы: Цвыджи[1], Халцыс.

- Ахчыпсы/Медовеевцы — ранее, от реки Мзымта до Псху. Подгруппы: Псхувцы, Аибга.

- Бзыпцы — от реки Бзып до реки Шицкуара, ранее от реки Бзып до реки Гумиста.

- Гумцы — ранее от реки Гумиста до реки Кодор.

- Цебельдино-дальцы — ранее в верховьях реки Кодор. Подгруппы: Цабальцы, Дальцы

- Абжуйцы — ранее от реки Кодор до реки Охурия. Подгруппы: Члоуцы, Абжаквинцы, Джгердинцы

- Самурзаканцы/Мурзаканцы — ранее от реки Охурия до реки Ингур.

- Абхазские негры — вероятно выходцы из Африки которые смешались с абхазами, проживали в районе села Адзюбжа.

## Общие сведения
Садзы — воинственный абхазский этнос проживавший  в Садзен до руско-кавказской войны, они один из первых абхазских этносов которые самостоятельно фигурируют в источниках как "джикеты". Выселены в Турцию или ассимилированы.
Ахчипсоу  — воинственное абхазское племя, проживало в Малой Абхазии и Псху-Аибга до Кавказской войны, выселены в Турцию.
Бзыпцы — в прошлом самые многочисленные абхазские группы, вероятно и являются потомками абазгов. Выселены в Турцию, часть проживает в Абхазии.
Гумцы — коренное население центральной Абхазии, выселены в Турцию или ассимилированы, переходное сословие между бзыпцами и абжуйцами. Говорят на гумском наречии.
Самурзаканцы — коренное население Гальского района. 
Цебельдино-дальцы  —  горские воинстенные абхазы, среди которых царила фамилия Амаршьан, выселены в Турцию.